# Jacques Klein
Jacques Klein (* 10. Juli 1930 in Aracati; † 24. Oktober 1982 in Rio de Janeiro) war ein brasilianischer Pianist und Musikpädagoge, der sich neben dem klassischen Klavierfach auch der Jazz-Musik widmete.

## Leben und Werk
Jacques Klein wurde am 10. Juli 1930 in eine jüdische Familie elsässischer Herkunft hinein geboren. Sein Großvater ließ sich um 1870 in Aracati nieder und arbeitete im Baumwollhandel. Sein Vater Alberto Klein war Mitbegründer des Conservatório de Música Alberto Nepomuceno in Fortaleza. Ab 1936 studierte Jacques Klein am Konservatorium seines Vaters.
Ab 1940 studierte Jacques Klein  bei Liddy Chiaffarelli Mignone und Lucia Branco am Conservatorio Brasileiro de Música in Rio de Janeiro. Ab 1949 studierte Jacques Klein bei William Kapell in New York sowie von 1952 bis 1954 bei Bruno Seidlhofer an der Akademie für Musik und darstellende Kunst in Wien.
Im Alter von 13. Jahren (1943) gründete Jacques Klein eine Jazz-Band, so dass er sich neben dem klassischen Klavierfach immer auch mit Jazz-Musik befasste.
Jacques Klein gewann 1953 den Ersten Preis beim Internationalen Musikwettbewerb von Genf. Konzertreisen führten ihn unter anderem nach Europa, Vorderasien und Südafrika. Jacques Klein war Ehrenmitglied zahlreicher nationaler und internationaler Musikakademien. Er gab jährlich Interpretationskurse am Conservatório Brasileiro de Música und weiteren Musikinstituten in Brasilien sowie an der University of Miami.
Jacques Klein starb am 24. Oktober 1982 an einer Krebs-Erkrankung.